# 朴智铉
朴智铉（2000年4月7日—），韩国女子篮球运动员，司职后卫，她曾获得2018年亚洲运动会银牌和2022年亚洲运动会铜牌。她也曾随国家队参加2020年夏季奥林匹克运动会。